# Marko Wolfram
Marko Wolfram (* 4. Januar 1974 in Saalfeld/Saale) ist ein deutscher Kommunalpolitiker (SPD) und amtierender Landrat des Landkreises Saalfeld-Rudolstadt.

## Leben
Nach dem Besuch der Polytechnischen Oberschule in Probstzella und des Gymnasiums in Saalfeld/Saale studierte Marko Wolfram  Volkswirtschaftslehre und Philosophie an der Friedrich-Schiller-Universität Jena. Bis zur Wahl zum Bürgermeister in Probstzella war er an der Friedrich-Schiller-Universität Jena als Wissenschaftler am Lehrstuhl für Volkswirtschaftslehre (Makroökonomik) tätig und arbeitete als wissenschaftlicher Mitarbeiter des Bundestagsabgeordneten Gerhard Botz im Deutschen Bundestag in Berlin. Er ist verheiratet und hat zwei Kinder.
Bei der Landratswahl am 14. September 2014 im Landkreis Saalfeld-Rudolstadt erhielt er im 1. Wahlgang 31 Prozent der abgegebenen Stimmen. Die Stichwahl am 28. September gewann er mit 57 Prozent.
Seit dem 3. Oktober 2014 ist Marko Wolfram Landrat des Landkreises Saalfeld-Rudolstadt. Die Landratswahl am 28. Juni 2020 gewann er mit 58,5 Prozent der Stimmen gegen zwei Gegenkandidaten. Die aktuelle Amtszeit begann am 3. Oktober 2020.

## Politische Funktionen
- Landrat (seit 2014)
- 1. Beigeordneter des Landkreises Saalfeld-Rudolstadt (2013–2014)
- Bürgermeister der Gemeinde Probstzella (2006–2013)
- Vorsitzender der VG Probstzella-Lehesten-Marktgölitz heute Verwaltungsgemeinschaft Schiefergebirge (2006–2013)
- Kreisvorsitzender der SPD Saalfeld-Rudolstadt
- Vorsitzender der SPD-Fraktion im Kreistag des Landkreises Saalfeld-Rudolstadt (2009–2013)
- Vorsitzender des Finanzausschusses und Mitglied des Kreisausschusses des Kreistages Saalfeld-Rudolstadt (2009–2013)

## Ehrenämter und Funktionen
- Mitglied im Alumni Jenenses e. V.
- Mitglied im Förderverein Theater Rudolstadt
- Mitglied im Freunde der Thüringer Sängerknaben – Verein zur Förderung der Chöre an der Johanneskirche Saalfeld
- Mitglied im Feuerwehrverein Probstzella und im Sportverein Probstzella
- Vorstandsvorsitzender der Kultur- und Sportstiftung der Gemeinde Probstzella[3]